# Grad Abcoude
Grad Abcoude je nekdanji grad pri vasi Abcoude v nizozemski provinci Utrecht. Grad se je nahajal 1 km južno od vasi Abcoude v Slotpolderju. V bližini kmetije Landlust ob Koppeldijku so na travniku še vedno vidni ostanki grajskega kanala.

## Nastanek
Kdaj je bil zgrajen grad Abcoude ni znano. Šele leta 1268 je Sweder Zuylenski začel uporabljati ime Abcoude. Zato se domneva, da je on graditelj gradu.

## Zgodovina
Več zgodovinarjev meni, da je bil grad zgrajen okoli leta 1080. Vendar pa so arhivske raziskave pokazale, da je vas nastala pred gradom. Zato je verjetno, da je grad prevzel ime vasi in ne rodbine Abcoudskih. V stari listini iz leta 1180 je omenjen neki Henrik Abcoudski, vendar je vprašanje, ali je ta listina pristna. Domneva se tudi, da se je Sweder Zuylenski poročil s Henriko Abcoudsko, preko katere je grad prišel v njegovo last. Vendar pa ni mogoče najti nobenega dokumenta, ki bi kaj govoril o tej možni poroki. Z gotovostjo pa lahko trdimo, da se je ta Sweder Zuylenski začel imenovati Abcoudski. Sweder je bil tudi prvi gospod Duurstedski in zato se domneva, da je graditelj kvadratnega stolpa tega gradu. Listina, v kateri se pojavi Zweder Abcoudski, je iz leta 1268 in to listino je overil s svojim pečatom, na katerem vidimo grb Zuylenskih in njegovo ime na robu: »Sweder van Sulen«.
V srednjem veku se je Abcoude upravno nahajal v Amstellandu, ki je bil tudi del Stichta (knezoškofije Utrecht) in kjer so vladali gospodje Amstelski. Ti gospodje so imeli svoj rodbinski grad v Ouder-Amstelu (Starem Amstelu), ki je bil uničen že v srednjem veku. Morda bi lahko domnevali, da je Gijsbreht IV. Aemstelski (1254 - 1303) dal zgraditi grad Abcoude, vendar to ni verjetno. Sweder Zuylenski je nedvomno imel v lasti grad Duurstede, ki pa je bil gelderski fevd. Škof Henrik Vianenski (1250-1267) je verjetno želel Swedra tesneje navezati na Sticht in mu je dal možnost, da zgradi grad blizu Abcoudeja. Na začetku je bil ta grad le stanovanjski stolp.
Okoli leta 1270 je med kmeti Kennemerlanda izbruhnil upor, ki se je razširil na Zahodno Frizijo, Waterland in Amstelland. Takrat naj bi bil uničen tudi grad Abcoude, ki naj bi bil obnovljen šele leta 1328. Uničenje gradu je bil prvič omenjeno med njegovim uničenjem v listini Gijsbrehta Amstelskega iz leta 1274. V času škofa Jana Arkelskega (1342-1364) so bili odnosi z Abcoudskimi zelo dobri, saj se je vnuk prej omenjenega Zwederja, imenovan tudi Zweder (II.), poročil z Mabelio Arkelsko. Ta poroka je morda tudi povzročila, da se gradu Abcoude ni bilo bati napadov meščanov Utrechta, ki so gradove v Stichtu imenovali roparske hiše. 
Sin Swederja II., Gijsbreht III. Abcoudski, se je poročil z Ivano Hornsko, gospo iz Gaesbeeka, kar je močno razširilo njegovo posest ter povečalo njegovo moč in ugled. Gijsbrehta je po njegovi smrti leta 1372 nasledil njegov sin Sweder III. Abcoudski, ki se je poročil z Ano Leiningensko. Po njegovi smrti leta 1400 ga je nasledil njegov brat Viljem Abcoudski, ki je 7 let pozneje umrl brez otrok. Potem je obsežna posest Abcoudskih gospodov prešla na bratranca: Jakoba Gaesbeeškega.
Leta 1412 se je Jakob Gaesbeeški znašel v težki situaciji, saj je bil prisiljen sprejeti obvezo, da bo gradova Duurstede in Abcoude odprl samo škofu (čeprav je bil Duurstede gelderski fevd). Te obveznosti se ni vedno držal, na primer, ko je stopil na stran vojvode Janeza Bvarskega proti škofu Frederiku III. Blankenheimskemu. Leta 1447 je bil Jakob celo zaprt v Utrechtu in takratni škof Rudolf Diepholtski ga je prisilil, da je škofu za 12.000 guldnov odstopil grad Duurstede. Jakob se je pozneje le dogovoril, da je lahko še naprej uporabljal Duurstede za čas svojega življenja, potem šele bo prišel v last škofa. Za to koncesijo je škofu moral vrniti znesek 2000 guldnov. Leta 1459 Jakob umre in škof David Burgundski je zasedel Duurstede, v njegovo last pa pride tudi grad Abcoude. Grad so od takrat naprej varovali različni kastelani. 
Leta 1529 je prenehala posvetna oblast škofov in gospostvi z gradovoma Duurstede in Abcoude prideta last deželnih stanov Utrechta.
V času vojne s Francozi so leta 1672 grad oborožili in opremili za obrambo in ga uspešno obranili: francoske čete so 6. novembra 1672 požgale vas Abcoude in se vrnile 30. novembra, da bi požgale, kar je še stalo. Gradu Abcoude pa zaradi močne obrambe niso mogli zavzeti in se umaknili.   Po tem je bil grad nenaseljen in je propadal. Leta 1715 je grad od deželnih stanov Utrechta kupil kanonik Teodorus de Leeuw. Obnoviti je dal del gradu, vključno z 2 stolpoma, in ga uporabljal kot podeželsko rezidenco do svoje smrti leta 1744. Okoli leta 1820 je bil grad že zelo zanemarjen in leta 1860 porušen.
Danes je na mestu, kjer je stal grad, travnik na katerem so vidni le temelji. Lokacijo gradu obdaja obnovljeni grajski jarek. Arheologi so potrdili, da je imel glavni grad nepravilno šesterokotno obliko.

## Lastniki in prebivalci gradu
Pregled lastnikov in njihovih prebivalcev na gradu: 
- 1268 - ok. 1287: Sweder I. Abcoudski (Zuylenski), por. Petronela Beusichemska
- 1287 - 1322: Gijsbert II. Zuylensko Abcoudski
- 1322 - 1347: Sweder II. Zuylensko Abcoudski, por. Mabelija Arkelska
- 1347 - 1372: Gijsbert III. Zuylensko Abcoudski, por. Ivana Hornska, gospa Gaesbeeška
- 1372 - 1400: Sweder III. Zuylensko Abcoudski, por. Ana Leiningenska
- 1400 - 1407: Viljem Zuylensko Abcoudski
- 1407 - 1459: Jakob Gaesbeeški - nečak Viljema Zuylensko Abcoudskega
- 1459 - 1672: Lastnik: Deželni stanovi Utrechta: v njem so živeli kastelani
- 1715 - 1744: Theodorus de Leeuw (z nakupom)
- - 1848: Willem van den Bosch
- 1848: Kornelis Dros, izdelovalec mila iz Leidna (z nakupom)
- 1860:  porušen (razgradnja)